# Марк Титий
Марк Титий или Марк Тиций (на латински: Marcus Titius) e политик на късната Римска република.

## Произход и политическа кариера
Той е от фамилията Титии. Син е на Луций Титий и племенник на Луций Мунаций Планк.
През 43 пр.н.е. баща му е проскрипиран и се спасява при Секст Помпей. Марк Титий образува сам флота и обикаля брега на Етрурия с грабежи. През 40 пр.н.е. Титий е пленен от адмирал Menodoros в Цизалпийска Галия, но Помпей го освобождава, заради баща му. През лятото на 39 пр.н.е., както много други, той и баща му имат право да се върнат обратно в Рим.
Под влиянието на чичо си Титий става придружител на Марк Антоний и през 36 пр.н.е. като квестор се бие против партите. През 35 пр.н.е. е управител на Азия. През 34 пр.н.е. Титий става понтифекс. Той организира игри в театъра на Помпей.
Като чичо си Мунаций Планк той се присъединява през юни или юли 32 пр.н.е. към Октавиан и му съобщава съдържанието и скришното място на тестамента на Марк Антоний.
От 1 май до октомври 31 пр.н.е. Титий е суфектконсул. Тази година консули са Марк Антоний (III) и Октавиан Август (III). Марк Антоний става консул само на Изток (другите суфектконсули са Марк Валерий Месала Корвин и от 1 октомври Гней Помпей). Като консул взема участие в предварителните битки преди битката при Акциум на 2 септември 31 пр.н.е. Титий има победа с Тит Статилий Тавър над конницата на Антоний и Deiotarus Philadelphos, царят на Пафлагония, бяга при Октавиан.
През 13/12 пр.н.е. Титий сменя добрия приятел на Октавиан, генерал и адмирал Марк Випсаний Агрипа, като управител на Сирия.

## Фамилия
Титий е женен за Фабия Павлина, дъщеря на Квинт Фабий Максим (суфектконсул 45 пр.н.е.) и те вероятно нямат деца.